# Nonsan
Nonsan is een stad in de Zuid-Koreaanse provincie Chungcheongnam-do. De stad telt 118.000 inwoners en ligt in het westen van het land.

## Bestuurlijke indeling
- Ganggeyong-eup
- Yeonmu-eup
- Seongdong-myeon
- Gwangseok-myeon
- Noseong-myeon
- Sangwol-myeon
- Bujeok-myeon
- Yeonsan-myeon
- Beolgok-myeon
- Yangcheon-myeon
- Gayagok-myeon
- Eunjin-myeon
- Chae-un-myeon
- Chwiam-dong
- Buchang-dong

## Stedenbanden
- Jinzhou, China
- Seocho-gu, Zuid-Korea

## Geboren
- Lazarus You Heung-sik (1951), rooms-katholiek bisschop
- Koo Ja-Cheol (1989), voetballer